# Friedrich Spannuth
Friedrich Spannuth, genannt Fritz Spannuth, (geboren am 16. Juni 1937 in Dankersen) ist ein deutscher ehemaliger Handballspieler auf dem Feld und in der Halle sowie Handballtrainer.

## Spielerlaufbahn
Spannuth, geboren in Dankersen, begann im Alter von zehn Jahren das Handballspielen beim TSV Grün-Weiß Dankersen, dem heutigen TSV GWD Minden, im Feldhandball. Eingesetzt als „Mittelstürmer“, konnte er mit Grün-Weiß in der Spielzeit 1967 die deutsche Meisterschaft gewinnen und im Jahr 1968 in der Spielzeit 1968 den IHF-Europapokal. Zwischen 1962 und 1965 kam er mit seiner Mannschaft vier Mal auf den zweiten Platz in der deutschen Meisterschaft, dabei in der Spielzeit 1965 im Hallenhandball.
Für die deutsche Feldhandballnationalmannschaft bestritt er zwei Länderspiele.

## Trainerlaufbahn
Nach seiner Spielerlaufbahn wirkte Spannuth als Handballtrainer. Er gewann mit der Mannschaft aus Dankersen drei Meistertitel (1970 auf dem Feld, 1971 auf dem Feld und in der Halle). Im Jahr 1970 wurde die von ihm betreute Mannschaft Europacupsieger auf dem Feld und im Jahr 1975 DHB-Pokalsieger in der Halle sowie Zweiter der Meisterschaft. Im Jahr 1976 führte er als Trainer den TV Grambke-Bremen zum Aufstieg in die Bundesliga. Gleiches gelang ihm im Jahr 1986 als Trainer des VfL Hameln.

## Auszeichnungen
Spannuth wurde mit der GWD-Ehrennadel und mit der Goldenen Ehrennadel des Westdeutschen Handballverbandes ausgezeichnet.

## Privates
Spannuth war beruflich in der Kommunalverwaltung des Kreises Minden-Lübbecke tätig.